# Solon (Giovanni Pascoli)
Solon è la prima poesia della raccolta Poemi conviviali di Giovanni Pascoli.

## Adolfo De Bosis e il Convito
Pascoli ammette, nella lettera ad Adolfo De Bosis del 24 aprile 1895, che Solon è un canto "troppo letterario", ricco di riferimenti al punto che "farebbe più per una dissertazione che per una poesia". L’autore dei Conviviali inoltre spiega che l’ispirazione per la composizione del proemio viene dalle due possibilità per il nome Sapphô, "clara" in greco: se la poetessa fosse un personaggio mitico, il suo nome rappresenterebbe la "chiarità crepuscolare" e se invece fosse stata una persona in carne ed ossa avrebbe scherzato sulla sua onomastica. Un'altra "forzatura etimologica" proposta dallo stesso Pascoli è quella sull’etimologia di Faone, che significa Sole, a completare la suggestiva immagine del tramonto oltre l’orizzonte della Rupe di Leucade. 
Il destinatario della lettera è anche strettamente connesso al titolo dell’opera. Come scrive Pascoli nella prefazione ai Conviviali "Adolfo, il tuo Convito non è terminato" facendo riferimento alla rivista fondata dall’amico, nella quale compare per la prima volta il poema nel 1895. Il tema del convivio ritorna con forza anche nel proemio come pretesto per introdurre il tema del canto, con una chiara derivazione da Omero, Od. IX, vv. 3-11. Per Solon infatti la poesia è estrema fonte di allegrezza del convito.

## Trama
Il componimento Solon funge da proemio all’intera raccolta e rievoca il cosiddetto "convito" ovvero il ritrovo aristocratico, dal quale tradizionalmente si pensa abbia avuto origine la poesia. Il poeta Solone, "già vecchio" (v. 20), è ospitato da un vecchio amico, Phoco, con il quale interloquisce a proposito di poesia. Questo componimento è occasione, per Pascoli, di fare una riflessione sul valore eternatore della poesia, motivo per cui è evocata Saffo attraverso l’inserimento di frammenti dei suoi carmi e attraverso la figura di "una donna d’Eresso" (v. 27) che realizza il desiderio del vecchio Solone di imparare le poesie della famosa poetessa di Lesbo prima di morire ("Ch’io l’impari, e muoia." v. 85).
La prima strofa, affidata ai pensieri di un "io" (v. 5) anonimo ma riconducibile a Solone, introduce il tema del banchetto, il quale sarebbe triste senza accompagnamento musicale. Successivamente, Pascoli dà la parola a Phoco, il quale pronuncia la traduzione di un frammento di Solone ("Beato / chi ama, chi cavalli ha solidunghi, / cani da preda, un ospite lontano." vv. 16-18). In questo componimento sono indicati i piaceri della vita che però ora mancano all’anziano padrone di casa. Giunge poi al convito una cantatrice proveniente da Eresso (forse la stessa Saffo); ella conosce due canti, "l’uno, d’amore, l’altro era di morte" (v. 34). Phoco le porge uno sgabello e l’arpa e la donna intona il canto dell'amore, nel quale è descritto il percorso del vento e viene paragonato l’amore stesso al sole "ma mi giunge al cuore, / come il sole" (vv. 50-51). Solone esclama "La Morte è questa" (v. 61) interpretando erroneamente il primo canto; la donna lo corregge dicendo "Questo [...] è [...] l’Amore" (vv. 61-62) e prosegue recitando quello della Morte. Qui viene celebrata l’immortalità della poesia e del poeta in quanto "non muore il canto [...] E il poeta fin che non muoia l’inno, / vive, immortale" (vv. 72-75). 

## Amore e morte
La Saffo pascoliana è la donna-rondine che partecipa al convito al momento delle Anthesterie, ovvero le feste floreali dell’esordio di primavera, assumendo il ruolo di portatrice di amore. In realtà in questa poesia la poetessa si fa oratrice recitando due canti, uno d’amore e l’altro di morte, come già anticipa la stessa ambientazione di Solon, la quale riprende la simbologia dei fiori che in Pascoli rappresenta insieme l’eros e il lutto. Il poeta introduce l’uguaglianza tra amore e morte, totalmente sconosciuta a Saffo ma congeniale per Pascoli, in cui questi due elementi si confondono l’uno con l’altro. Proprio per questo Solone scambia il canto dell’amore con quello della morte, perché Pascoli vede la forma di quest’ultima nel primo inno. Questa verità viene rivelata da Saffo, considerata la voce della poesia come rivelazione dell’Ignoto attraverso la descrizione dei sintomi aggressivi e dannosi della passione amorosa. Infatti Solone solo in apparenza fraintende il significato del canto, perché in realtà coglie in questo l’altra faccia complementare dell’amore. Saffo propone con la sua poesia una visione dell’amore ormai corrotta per Solone, che scorge invece le proiezioni delle grandi ombre dell’incapacità di amare e della morte, che riflettono la condizione affettiva di Pascoli. Il tempo senile diventa quindi come il tempo infantile, pieno di curiosità ma privo di possibilità di realizzarle.

## Poesia eternatrice
Il canto della morte rappresenta, in realtà, un canto di eternità: sebbene tutto sia destinato a deperire e la condizione umana è tale che ogni uomo è destinato a morire, tuttavia "non muore il canto" (v. 72) e "il poeta finché non muoia l’inno, vive, immortale" (vv 74-75). Così muore l’atleta, muore l’eroe e anche il poeta, in quanto uomo, è destinato alla morte, ma nel momento in cui la sua poesia viene ricantata, rivive e si ripresenta di fronte a chi ascolta come unico immortale tra le generazioni, destinate invece a sparire. Secondo questo principio la "donna d’Eresso" (v. 27) si palesa di fronte a Solone e così Pascoli rievoca, anche nel suo tempo, l’antica classicità mediante i versi di una poesia che si eterna nei secoli e non muore mai. Solone, infine, è destinato a rassegnarsi di fronte al destino comune e riferito al canto della morte: "Ch’io l’impari e muoia" (v. 85). Il canto rimane, quindi, l’unico elemento in grado collegarlo al futuro e ai posteri e la sola via che gli permetta un’accettazione pacifica della morte.

## Reminiscenze classiche
Il testo di Pascoli è pieno di "reminiscenze" che rievocano la poetessa Saffo e un distico di Teognide; in entrambi i casi il poeta arriva ad impersonificarsi "al punto da divinare magicamente, al di là dei millennii" i versi dei grandi poeti. 
Pascoli non si limita a riportare gli antichi frammenti, ma li rende eterni fondendo la classicità con una forma di poesia rivoluzionaria. 

### Saffo
ἄλλοισι τύχην ὄσσα θέλωσι Κρονίδ]αις ὀπάσδοι 

ἔγω δὲ φίλημμ ̓ ἀβροσύναν˼, [ἴστε δέ], τοῦτο καί μοι 

τὸ λά˻μπρον ἔρως τὤελίω καὶ τὸ κά˼λον λέ˻λ˼ογχε»
Ad altri in sorte quante cose vogliano il Cronide accordi,

io invece amo la delicatezza, lo sapete, e a me questo splendore

e questa bellezza l’amore del sole concesse.»
(Saffo, fr. 58d Voigt)
Similmente Pascoli nel sesto paragrafo di Solon:
quanto il sole; sì, ma mi giunge al cuore, 

come il sole: bello, ma bello come 

sole che muore.»
(Giovanni Pascoli, Solon vv. 49-53)
ἂψ ἀπυκρύπτοισι φάεννον εἶδος,
ὄπποτα πλήθοισα μάλιστα λάμπηι
γᾶν <ἐπὶ παῖσαν>
ἀργυρία»
di nuovo celano l’aspetto splendente, 

quando piena maggiormente brilli 

su tutta la terra . . . argentea»
(Saffo, fr. 34 Voigt)
Similmente Pascoli nel quarto paragrafo di Solon:
trema appena d’un tremolio d’argento…»
(Giovanni Pascoli, Solon, vv. 41-42)
Un'altra reminiscenza saffica è quella in cui Pascoli riprende la visione dell’amore che "scioglie le membra" che ritorna in più frammenti della poetessa di Mitilene (come il 31 e il 130 Voigt) e che già Catullo aveva utilizzato come modello, come lo stesso Pascoli ricorda nel commento in "Lyra romana" (pp. 44-45).
γλυκύπικρον ἀμάχανον ὄρπετον 

Ἄτθι, σοὶ δ᾿ ἔμεθεν μὲν ἀπήχθετο 

φροντίσδην, ἐπὶ δ᾿ Ἀνδρομέδαν πότα<ι>»
dolceamara invincibile fiera 

-	-	-	-	- 

Attide, a te preoccuparti di me è divenuto  

odioso, ma da Andromeda voli»
(Saffo, fr. 130 Voigt)
ἔμμεν᾿ ὤνηρ, ὄττις ἐνάντιός τοι 

ἰσδάνει καὶ πλάσιον ἆδυ φωνεί- 

σας ὐπακούει 

καὶ γελαίσας ἰμέροεν, τό μ᾿ ἦ μὰν 

καρδίαν ἐν στήθεσιν ἐπτόαισεν, 

ὠς γὰρ <ἔς> σ᾿ ἴδω βρόχε᾿ ὤς με φώναι- 

σ᾿ οὐδ᾿ ἒν ἔτ᾿ εἴκει,»
quale e’ sia, che in faccia ti siede, e fiso

tutto in te, da presso t’ascolta, dolce-

mente parlare,

e d’amore ridere un riso, e questo

fa tremare a me dentro al petto il core;

ch’ai vederti subito a me di voce

filo non viene,»
(Saffo, fr. 31 Voigt

trad. G. Pascoli)
Nei versi 45-46 di Solon, l’amore compare come vento che spira tra i monti e tra gli alberi in modo analogo al frammento saffico 47 Voigt da cui Pascoli ha, probabilmente, tratto ispirazione.
φρένας, ὠς ἄνεμος κὰτ ὄρος δρύσιν ἐμπέτων»
le membra, come il vento che si abbatte tra le querce sul monte»
(Saffo, fr. 47 Voigt)

### Leopardi
Sulla figura di Saffo sorgono opinioni contrastanti in ambito letterario; Pascoli definisce la poetessa "Saffo la bella" (v. 83)  rovesciando l’immagine elargitale da Leopardi nell’Ultimo canto di Saffo dove la poetessa viene definita "dispregiata amante" (v. 25) della natura.
Inoltre, nell’Ultimo canto di Saffo è presente il termine "doglio" (v. 63), un vaso sferico aperto sulla sommità, che Pascoli riprende in Solon ("fumeo doglio" v. 30).

### Teognide
In modo analogo Pascoli, non solo si ispira a Teognide, ma lo interpreta dando un senso più profondo. Egli sostiene che il "tormento dell’artista", inteso come dolore esistenziale e profonda malinconia, ottiene comunque riscontri positivi e ciò permette ai lettori di godere appieno dell’opera. In sostanza seppure i sentimenti del poeta siano generati da un’infelicità intrinseca nella vita dell’uomo, hanno comunque un’origine nobile, com’è nobile tutto ciò che deriva dalla poesia: 
πίνωμεν, κείνου κήδεσι τερπόμενοι»
beviamo, traendo gioia dalle sofferenze di quello.»
(Teognide, Elegie, vv. 1041-1042)
 Giovanni Cerri, Frammento Di Teoria Musicale e Di Ideologia Simposiale in Un Distico Di Teognide (V. 1041 Sg.): Il Ruolo Paradossale Dell'auleta. La Fonte Probabile Di G. Pascoli, ‘Solon’ 13-15., in Quaderni Urbinati Di Cultura Classica, n. 22, 1976,  pp. 25-38.
godere, poi che ti si muta in cuore 

il suo dolore in tua felicità»
(Pascoli, Solon, vv. 13-15)